# Скотников, Егор Осипович

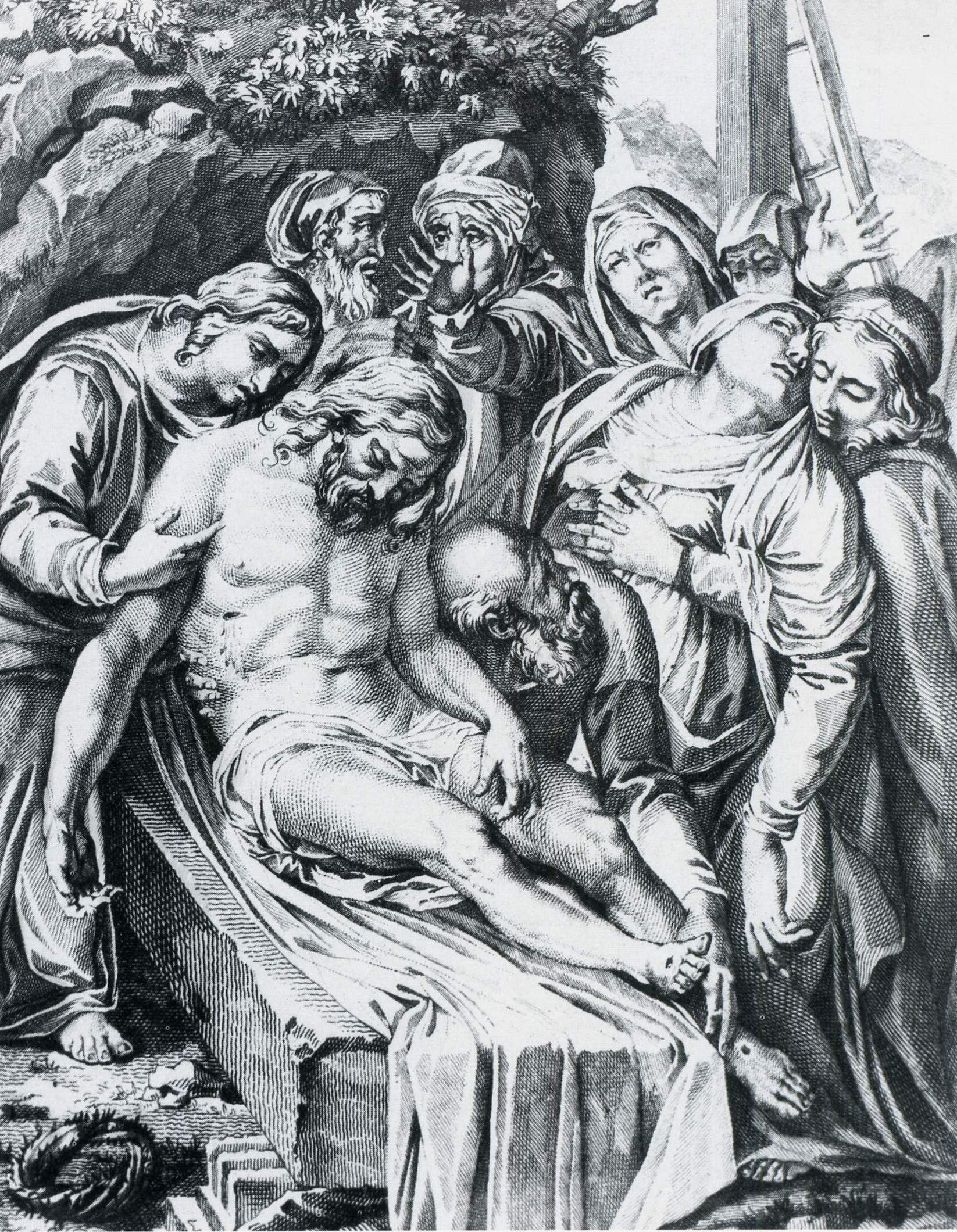
«Положение во гроб»

Его́р О́сипович Ско́тников (1782 — 10 марта 1843, Москва) — русский гравёр, классный художник, академик Императорской Академии художеств (1809).

## Биография

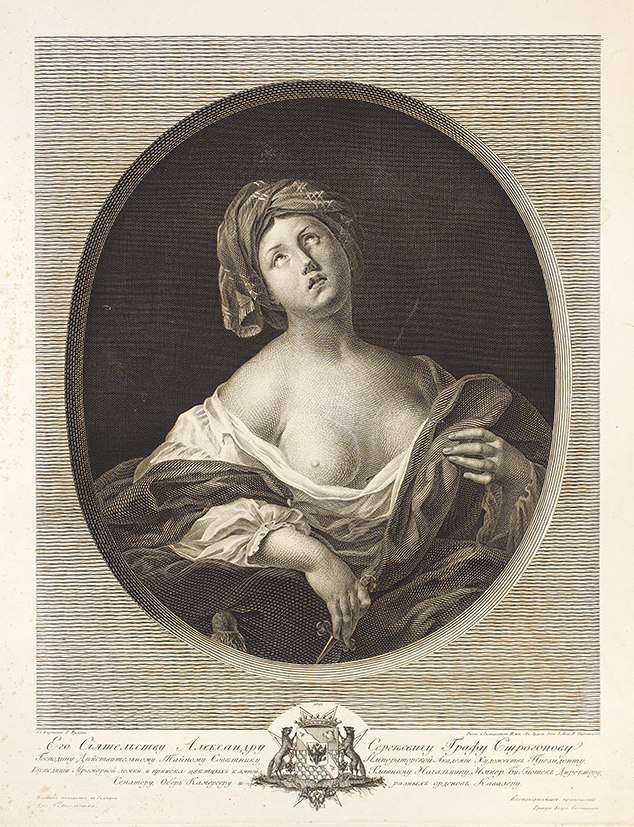
«Самоубийство Лукреции»

Получил художественное образование в Императорской академии художеств под руководством И. С. Клаубера. Во время учёбы в академии, в 1799 и 1801 годах был награждён серебряными медалями за рисунки с натуры, в 1802 году — малой золотой медалью за гравюру «Самоубийство Лукреции» с картины Г. Булоня.
В 1804 году, при окончании академического курса, был награжден большою золотой медалью за гравюру «Распятие» с картины Ш. Лебрена. В 1809 году. за ту же гравюру «Распятие» признан академиком. От права на пенсионерскую поездку за границу отказался, так как был приглашен на должность гравёра при Оружейной палате, где служил до смерти в 1843 году. Поселившись в Москве, злоупотреблял алкоголем, что отразилось на качестве его работ, которые становились все более и более посредственными.
Умер в Москве.

## Творчество
Работал резцом на меди. Офортист. Портретист, выполнял композиции на библейские и мифологические (аллегорические) сюжеты.
Автор 204 произведений — гравюр с картин и рисунков, портретов, книжных иллюстраций, виньеток и прочего. Лучшее из них — вышеупомянутое «Распятие». Кроме того, заслуживают заслуживают внимания гравированные им портреты П. С. Валуева, поэта Е. Баратынского (с оригинала К. Брюллова), И. И. Дмитриева, цесаревича Александра Николаевича (с рисунка О. Кипренского), четыре копии картин Эрмитажа в очерках, помещенных в описании «Galerie de l’Ermitage, gravée au trait» изд. Ф. Лабенским, и 24 таких же очерков в издании галереи графа Строганова.